# Satihaure
Der Satihaure oder Satisjaure ist ein See in der Gemeinde Gällivare der schwedischen Provinz Norrbottens län. Der See gehört über den Fluss Vietasätno zum Wassersystem des Luleälven.
In dieser dünn besiedelten Gegend sind keine Wohnorte am See bekannt. Die Einzelsiedlung Vietas liegt etwa fünf Kilometer entfernt, diese wird über den Länsväg BD 827 erreicht. Von Vietas führt eine Nebenstraße bis zur Staumauer am Satihaure. Die nächste größere Siedlung ist Porjus, etwa achtzig Kilometer in südöstlicher Richtung entfernt,  und befindet sich am Ende des Länsväges. Gällivare liegt Luftlinie etwa 100 Kilometer östlich.